# Франциско-Бельтрао
Франциско-Бельтрао (порт. Francisco Beltrão) — муніципалітет у штаті Парана в Бразилії. Заснований 14 грудня 1952 року. Площа міста становить 735 км². Знаходиться 650 метрів над рівнем моря. У 2021 році населення становило 93 308 осіб. Франциско-Бельтрао знаходиться дуже близько до двох інших міст, Мармелейру і Ренасенса. Економіка міста базується на сільському господарстві, посівах кукурудзи, експорті м’яса індички та курки, текстилі, алюмінієвих сковорідках, мобільній промисловості, державних послугах і дрібній торгівлі.